# 서마산 나들목
서마산 나들목(W.Masan IC)은 경상남도 창원시 마산회원구 회성동에 설치된 남해고속도로제1지선의 3번 교차로이다. 나들목 진출입로는 석전1동, 석전2동과 접하고 있다. 마산합포구, 마산회원구 등 마산 지역 일대로 진출할 수 있다. 산인방면에서의 진출로가 창원시내로 향하는 진출로와 서마산IC 네거리를 통해 북성로, 무학로로 통하는 진출로 두 개가 있고, 진입로 역시 창원시내쪽에서의 진입로 (창원방면만 가능)와 서마산IC 사거리에서의 진입로 두 개가 있는 것이 특징이다.
남해고속도로와 분기되는 지점인 산인 분기점과 창원 분기점에 요금소가 설치되어 있어 이 나들목에는 나들목별 요금소가 설치되어 있지 않다. 인근 동마산 나들목도 요금소가 설치되어 있지 않아 이 사이 구간은 무료로 이용할 수 있어서 주로 통근 시간대에 서마산 - 동마산 구간을 이용하는 차량을 간혹 볼 수 있다. 다만 이 나들목에서 남해고속도로제1지선 함안방향으로 진입한 후 내서 분기점으로 진출할 때에는 내서 분기점 요금소에서 통행료를 받는다.

## 연혁
- 1973년 11월 14일 :  남해고속도로 순천 ~ 부산 구간 개통과 함께 통행 개시[1]

## 구조물 정보
- 위치: 경상남도 창원시 마산회원구 회성동

## 접속하는 도로
- 북성로 (국가지원지방도 제30호선)
- 삼호로

## 사진

나들목 전경
나들목 입구
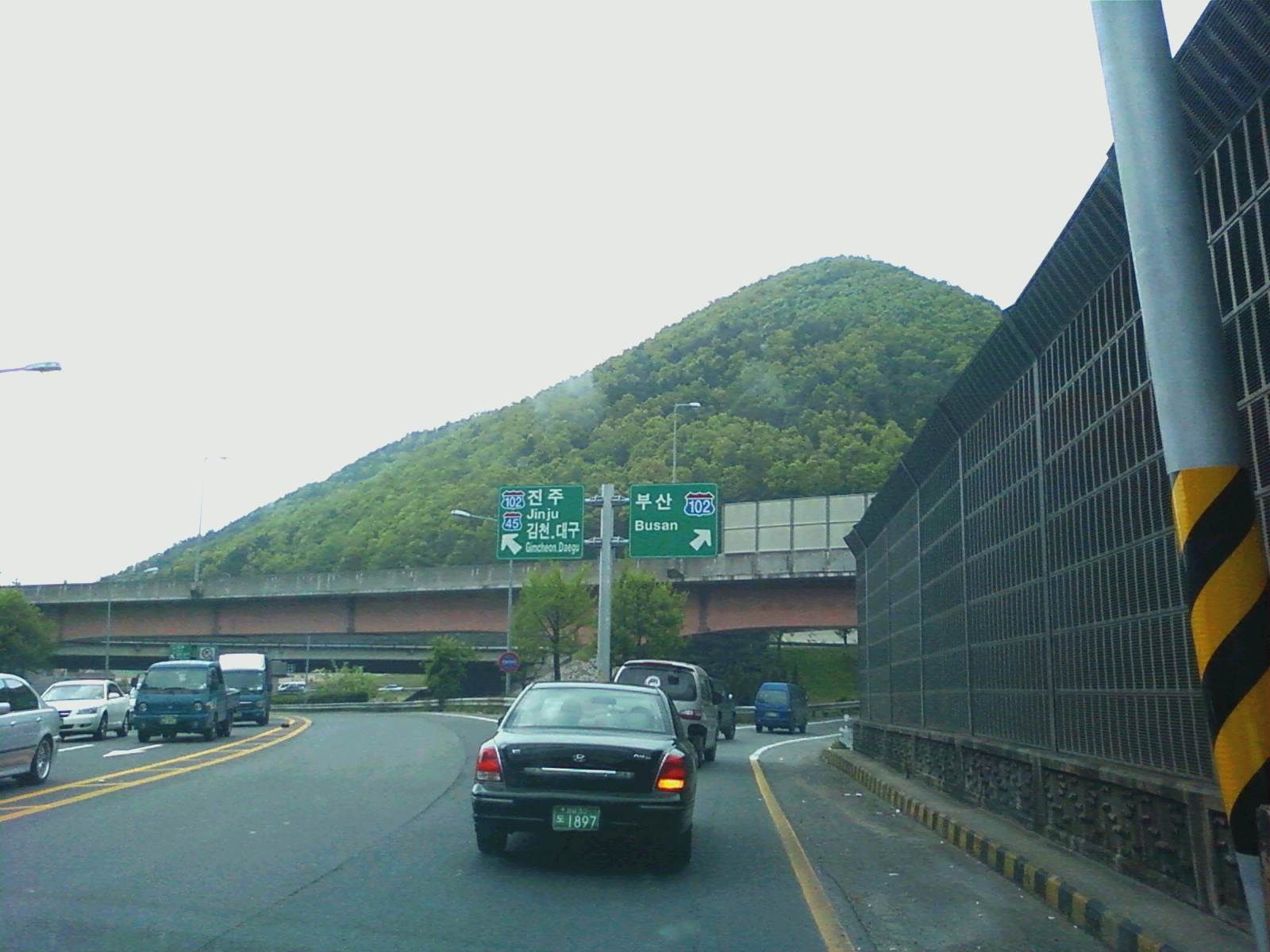
방면별 갈림길
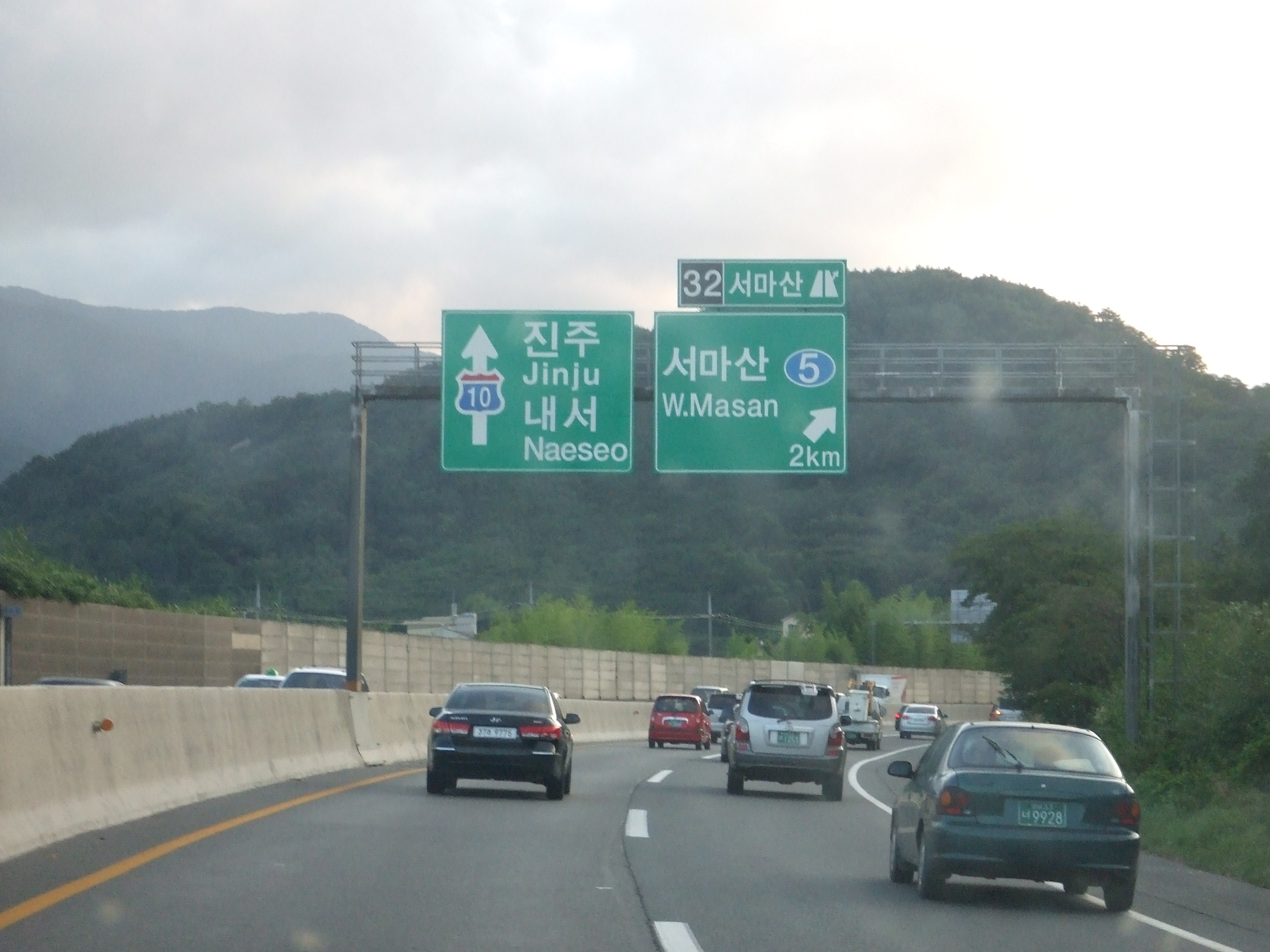
순천방면 예고 표지판 (남해고속도로 시절)